# بين شو (لاعب كرة قاعدة)
بين شو (بالإنجليزية: Benjamin Nathaniel Shaw) هو لاعب كرة قاعدة أمريكي، ولد في 18 يونيو 1893 في لاسنتر في الولايات المتحدة، وتوفي في 16 مارس 1959 في كليفلاند في الولايات المتحدة.

## وصلات خارجية
- بين شو على موقعبيزبول رفرنس.كوم (الدوري الرئيسي) (الإنجليزية)
- بين شو على موقع مرجع كرة القدم المحترفة.كوم (الإنجليزية)